# Mefjordvær
Mefjordvær es un pueblo pesquero en el municipio de Senja en Troms, Noruega. Está a 3,5 km al noroeste de Senjahopen, al interior del Mefjorden en el noroeste de la isla de Senja. La capilla de Mefjordvær se ubica aquí.